# Timidin-difosfat
Timidin-difosfat, Dezoksitimidin difosfat, TDP, dTDP, je nukleotid. TDP je estar pirofosforne kiseline sa nukleozidom timidinom. TDP se sastoji od pirofosfatne funkcionalna grupe, pentoznog šećera riboze, i nukleobaze timina.

## Literatura
- Кораћевић, Даринка; Бјелаковић, Гордана; Ђорђевић, Видосава. Биохемија. савремена администрација.  86-387-0622-7.

## Spoljašnje veze
- Thymidine+diphosphate на 